# Ernst Messerschmid
Ernst Willi Messerschmid (* 21. května 1945 Reutlingen, Bádensko-Württembersko, Německo) je německý fyzik a bývalý astronaut. Zúčastnil se jednoho kosmického letu, mise STS-61-A raketoplánu Challenger roku 1985. Po letu pracoval v německé kosmické agentuře DLR, na Univerzitě Stuttgart – v letech 1996–1998 jako prorektor pro výzkum a technologie. Od roku 2000 byl čtyři roky ředitelem Střediska evropských astronautů v Kolíně nad Rýnem. Poté se vrátil na Institut vesmírných systémů Univerzity Stuttgart.

## Život
Ernst Messerschmid pochází z Reutlingenu v Bádensku-Württembersku, absolvoval technické lyceum ve Stuttgartu, poté (v letech 1967–1972) studoval fyziku na univerzitách v Tübingenu a Bonnu, absolvoval roku 1972. Od roku 1972 pracoval v CERNu v Ženevě. Roku 1975 krátce pracoval v Brookhavenské národní laboratoři (Brookhaven National Laboratory) v New Yorku. Poté byl výzkumným asistentem na Univerzitě Freiburg, kde obhájil doktorát (téma práce bylo Délková nestabilita paprsku relativistických protonů v synchrotronu (Longitudinal Instabilities of Relativistic Proton Beams in Synchrotrons). Od roku 1977 působil jako výzkumník v DESY (Deutsches Elektronen-Synchrotron) v Hamburku. Roku 1978 přešel do Institutu komunikačních technologií německé kosmické agentury DLR v Oberpfaffenhofenu, zde pracoval na satelitních systémech navigace a satelitních záchranných systémech.

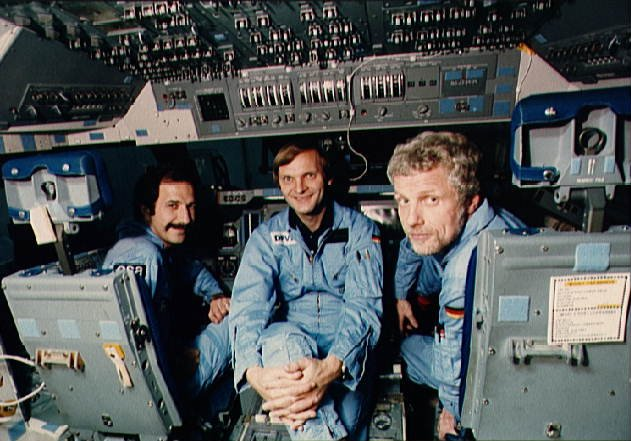
Zleva Wubbo Ockels, Ernst Messerschmid a Reinhard Furrer, tři Evropané na palubě raketoplánu Challenger při misi STS-61-A, 18. prosince 1984.

Roku 1977 se přihlásil do náboru Evropské kosmické agentury (ESA) na let Spacelab 1, prosadil se mezi pět německých finalistů, ale vybrán nebyl. V prosinci 1982 byli dva z německých finalistů náboru – Reinhard Furrer a Ernst Messerschmid určeni pro let v rámci dvoustranného americko-německého programu Spacelab D-1, mise nakonec obdržela označení STS-61-A.
Do vesmíru vzlétl v raketoplánu Challenger 30. října 1985, přistál po 7 dnech a 44 minutách letu 6. listopadu. V osmičlenné posádce byli tři evropští specialisté pro užitečné zatížení – Messerschmid, Furrer a nizozemský astronaut Wubbo Ockels, kteří se soustředili na experimenty v laboratorním modulu Spacelab D-1.
Od roku 1986 byl profesorem a ředitelem Institutu vesmírných systémů Univerzity Stuttgart (Instituts für Raumfahrtsysteme Universität Stuttgart). V letech 1988–1992 vedl skupinu přípravy německých a evropských astronautů a předsedal komisi pro výběr německých astronautů. Současně zastával v letech 1990–1992 funkci děkana fakulty letectví a kosmonautiky Univerzity Stuttgart, od roku 1996 byl na téže univerzitě dva roky prorektorem pro výzkum a technologie. Od ledna 2000 do roku 2004 zastával funkci ředitele Střediska evropských astronautů v Kolíně nad Rýnem. Poté se vrátil k výuce na Institutu vesmírných systémů.